# Sophronica villiersi
Sophronica villiersi är en skalbaggsart som beskrevs av Stefan von Breuning 1948. Sophronica villiersi ingår i släktet Sophronica och familjen långhorningar.
Artens utbredningsområde är Senegal. Inga underarter finns listade i Catalogue of Life.